# Further Triennial
Viitoarea expoziție The Further Triennial (Trienala Mai Departe), este o expoziție trienală de artă contemporană, accordând atenție - mai ales - artiștilor vizuali din nordul statului  California, din  Statele Unite ale Americii. Expoziția Further Triennial este programată pentru primăvara anului 2027.

## Istoric
Filantropistul Robin M. Wright a fondat și a anunțat programul expoziției The Further Triennial în 2024. Directorul inaugural al Trienalului Mai Departe este curatorul și istoricul Zully Adler.
Numele Trienalei mai este un omagiu pentru autobuzul școlar numit Further (care înseamnă „mai departe”) pe care autorul din San Francisco, romancierul Ken Kesey, l-a condus prin țară împreună cu grupul său de Merry Band of Pranksters.

## Varii locuri ale expoziției
Trienala din 2027 va fi distribuită între numeroase instituții de artă, incluzând și următoarele: SFMOMA, Muzeele de Arte Frumoase din San Francisco (Fine Arts Museums of San Francisco), Institutul de artă contempoarană din San Francisco (Institute of Contemporary Art San Francisco), Marin MOCA, Muzeul de artă din San Jose (San Jose Museum of Art), Oakland Museum of California, respectiv Muzeul de Artă Berkeley și Arhiva Filmului Pacific Berkeley Art Museum and Pacific Film Archive; la care se vor adăuga și alte organizații.